# Microdon
Microdon, biljni rod iz porodice Scrophulariaceae (strupnikovke), dio je tribusa Limoselleae, potporodica Scrophularioideae. 
Postoji 7 priznatih vrsta, svi su endemi Južne Afrike, . Tipična je Microdon ovatus., sinonim za M. capitatus, ugrožena vrsta iz provincije Western Cape.

## Opis
Polugrmovi i grmovi.  

## Vrste
1. Microdon capitatus (P.J.Bergius) Levyns; ugrožena
2. Microdon dubius (L.) Hilliard
3. Microdon linearis Choisy; ugrožena, nedostatak podataka
4. Microdon nitidus (E.Mey.) Hilliard; rijetka
5. Microdon orbicularis Choisy; blizu ugroženosti
6. Microdon parviflorus (P.J.Bergius) Hilliard
7. Microdon polygaloides (L.f.) Druce